# Bake Off Italia - Dolci in forno (quinta edizione)
La quinta edizione di Bake Off Italia - Dolci in forno è stata registrata presso Villa Annoni a Cuggiono.
La presentatrice della gara è ancora Benedetta Parodi, mentre tra i giudici sono confermati Ernst Knam e Clelia D'Onofrio, con un nuovo entrato, Damiano Carrara. Il vincitore potrà pubblicare un suo libro di ricette come premio.

## Concorrenti
|     | Concorrente                        | Età | Occupazione                      | Città              | Stato                |
| --- | ---------------------------------- | --- | -------------------------------- | ------------------ | -------------------- |
| 1°  | Carlo Beltrami                     | 36  | Serramentista                    | Casnigo            | Vincitore            |
| 2°  | Tony Anania                        | 21  | Studente                         | Milazzo            | Secondo Classificato |
| 3ª  | Malindi Donvito                    | 25  | Disoccupata                      | Bassano del Grappa | Terza Classificata   |
| 4ª  | Benedetta Galeno                   | 29  | Insegnante                       | Lamezia Terme      | Eliminata            |
| 5ª  | Giustina Dibello                   | 64  | Segretaria                       | Monopoli           | Eliminata            |
| 6°  | Luigi Paonessa                     | 38  | Impiegato                        | Catanzaro          | Eliminato            |
| 7°  | Christian Frontino                 | 29  | Magazziniere                     | Asti               | Eliminato            |
| 8ª  | Rosalind Pratt                     | 44  | Insegnante                       | Adrara San Martino | Eliminata            |
| 9°  | Giuseppe Casavola                  | 42  | Agente della Polizia Scientifica | Firenze            | Eliminato            |
| 10ª | Maria Grazia Badioli               | 23  | Disoccupata per scelta           | San Costanzo       | Eliminata            |
| 11ª | Viola Siffredi                     | 21  | Studentessa                      | Treviso            | Eliminata            |
| 12° | Juan Alberto Czerniawski Barberini | 62  | Psicomotricista                  | Brusnengo          | Eliminato            |
| 13° | Aris Lazzarin                      | 16  | Studente                         | Briosco            | Eliminato            |
| 14ª | Francesca Cingi                    | 50  | Naturopata                       | Monza              | Eliminata            |
| 15° | Paolo Patrizi                      | 28  | Trial biker                      | Saronno            | Eliminato            |
| 16ª | Manuela Russo                      | 33  | Imprenditrice                    | Napoli             | Eliminata            |

## Tabella eliminazioni
| 1  | Malindi     | Luigi       | Carlo       | Tony        | Mariagrazia | Rosalind    | Giustina    | Carlo     | Tony      | Malindi   | Tony      | Malindi   | Carlo     | Carlo   | Carlo |  |  |  |  |  |  |  |  |  |  |  |  |  |  |  |  |  |  |  |  |  |  |  |  |  |  |  |  |  |  |  |  |  |  |  |  |  |  |  |  |  |  |  |  |  |  |  |  |  |  |  |  |  |  |  |  |  |  |  |  |  |  |  |  |  |  |  |  |  |  |  |  |  |  |  |  |  |  |  |  |  |  |  |  |  |  |  |  |  |  |  |  |  |  |  |  |  |  |  |  |  |  |  |  |  |  |  |
| 2  | Rosalind    | Carlo       | Viola       | Luigi       | Rosalind    | Christian   | Carlo       | Giuseppe  | Benedetta | Tony      | Carlo     | Carlo     | Tony      | Tony    | Tony  |  |  |  |  |  |  |  |  |  |  |  |  |  |  |  |  |  |  |  |  |  |  |  |  |  |  |  |  |  |  |  |  |  |  |  |  |  |  |  |  |  |  |  |  |  |  |  |  |  |  |  |  |  |  |  |  |  |  |  |  |  |  |  |  |  |  |  |  |  |  |  |  |  |  |  |  |  |  |  |  |  |  |  |  |  |  |  |  |  |  |  |  |  |  |  |  |  |  |  |  |  |  |  |  |  |  |  |
| 3  | Tony        | Giuseppe    | Tony        | Rosalind    | Luigi       | Tony        | Luigi       | Rosalind  | Luigi     | Carlo     | Benedetta | Tony      | Malindi   | Malindi |       |  |  |  |  |  |  |  |  |  |  |  |  |  |  |  |  |  |  |  |  |  |  |  |  |  |  |  |  |  |  |  |  |  |  |  |  |  |  |  |  |  |  |  |  |  |  |  |  |  |  |  |  |  |  |  |  |  |  |  |  |  |  |  |  |  |  |  |  |  |  |  |  |  |  |  |  |  |  |  |  |  |  |  |  |  |  |  |  |  |  |  |  |  |  |  |  |  |  |  |  |  |  |  |  |  |  |  |
| 4  | Francesca   | Francesca   | Rosalind    | Benedetta   | Viola       | Luigi       | Rosalind    | Christian | Christian | Benedetta | Malindi   | Benedetta | Benedetta |         |       |  |  |  |  |  |  |  |  |  |  |  |  |  |  |  |  |  |  |  |  |  |  |  |  |  |  |  |  |  |  |  |  |  |  |  |  |  |  |  |  |  |  |  |  |  |  |  |  |  |  |  |  |  |  |  |  |  |  |  |  |  |  |  |  |  |  |  |  |  |  |  |  |  |  |  |  |  |  |  |  |  |  |  |  |  |  |  |  |  |  |  |  |  |  |  |  |  |  |  |  |  |  |  |  |  |  |  |
| 5  | Aris        | Juan        | Luigi       | Giustina    | Malindi     | Giustina    | Christian   | Tony      | Giustina  | Christian | Giustina  | Giustina  |           |         |       |  |  |  |  |  |  |  |  |  |  |  |  |  |  |  |  |  |  |  |  |  |  |  |  |  |  |  |  |  |  |  |  |  |  |  |  |  |  |  |  |  |  |  |  |  |  |  |  |  |  |  |  |  |  |  |  |  |  |  |  |  |  |  |  |  |  |  |  |  |  |  |  |  |  |  |  |  |  |  |  |  |  |  |  |  |  |  |  |  |  |  |  |  |  |  |  |  |  |  |  |  |  |  |  |  |  |  |
| 6  | Juan        | Benedetta   | Benedetta   | Mariagrazia | Giustina    | Carlo       | Malindi     | Giustina  | Carlo     | Giustina  | Luigi     |           |           |         |       |  |  |  |  |  |  |  |  |  |  |  |  |  |  |  |  |  |  |  |  |  |  |  |  |  |  |  |  |  |  |  |  |  |  |  |  |  |  |  |  |  |  |  |  |  |  |  |  |  |  |  |  |  |  |  |  |  |  |  |  |  |  |  |  |  |  |  |  |  |  |  |  |  |  |  |  |  |  |  |  |  |  |  |  |  |  |  |  |  |  |  |  |  |  |  |  |  |  |  |  |  |  |  |  |  |  |  |
| 7  | Manuela     | Tony        | Giustina    | Christian   | Carlo       | Mariagrazia | Benedetta   | Benedetta | Malindi   | Luigi     | Christian |           |           |         |       |  |  |  |  |  |  |  |  |  |  |  |  |  |  |  |  |  |  |  |  |  |  |  |  |  |  |  |  |  |  |  |  |  |  |  |  |  |  |  |  |  |  |  |  |  |  |  |  |  |  |  |  |  |  |  |  |  |  |  |  |  |  |  |  |  |  |  |  |  |  |  |  |  |  |  |  |  |  |  |  |  |  |  |  |  |  |  |  |  |  |  |  |  |  |  |  |  |  |  |  |  |  |  |  |  |  |  |
| 8  | Viola       | Mariagrazia | Francesca   | Malindi     | Tony        | Benedetta   | Tony        | Luigi     | Rosalind  | Rosalind  |           |           |           |         |       |  |  |  |  |  |  |  |  |  |  |  |  |  |  |  |  |  |  |  |  |  |  |  |  |  |  |  |  |  |  |  |  |  |  |  |  |  |  |  |  |  |  |  |  |  |  |  |  |  |  |  |  |  |  |  |  |  |  |  |  |  |  |  |  |  |  |  |  |  |  |  |  |  |  |  |  |  |  |  |  |  |  |  |  |  |  |  |  |  |  |  |  |  |  |  |  |  |  |  |  |  |  |  |  |  |  |  |
| 9  | Paolo       | Paolo       | Juan        | Carlo       | Benedetta   | Malindi     | Mariagrazia | Malindi   | Giuseppe  |           |           |           |           |         |       |  |  |  |  |  |  |  |  |  |  |  |  |  |  |  |  |  |  |  |  |  |  |  |  |  |  |  |  |  |  |  |  |  |  |  |  |  |  |  |  |  |  |  |  |  |  |  |  |  |  |  |  |  |  |  |  |  |  |  |  |  |  |  |  |  |  |  |  |  |  |  |  |  |  |  |  |  |  |  |  |  |  |  |  |  |  |  |  |  |  |  |  |  |  |  |  |  |  |  |  |  |  |  |  |  |  |  |
| 10 | Christian   | Giustina    | Paolo       | Juan        | Christian   | Viola       |             |           |           |           |           |           |           |         |       |  |  |  |  |  |  |  |  |  |  |  |  |  |  |  |  |  |  |  |  |  |  |  |  |  |  |  |  |  |  |  |  |  |  |  |  |  |  |  |  |  |  |  |  |  |  |  |  |  |  |  |  |  |  |  |  |  |  |  |  |  |  |  |  |  |  |  |  |  |  |  |  |  |  |  |  |  |  |  |  |  |  |  |  |  |  |  |  |  |  |  |  |  |  |  |  |  |  |  |  |  |  |  |  |  |  |  |
| 11 | Giustina    | Christian   | Malindi     | Viola       | Juan        |             |             |           |           |           |           |           |           |         |       |  |  |  |  |  |  |  |  |  |  |  |  |  |  |  |  |  |  |  |  |  |  |  |  |  |  |  |  |  |  |  |  |  |  |  |  |  |  |  |  |  |  |  |  |  |  |  |  |  |  |  |  |  |  |  |  |  |  |  |  |  |  |  |  |  |  |  |  |  |  |  |  |  |  |  |  |  |  |  |  |  |  |  |  |  |  |  |  |  |  |  |  |  |  |  |  |  |  |  |  |  |  |  |  |  |  |  |
| 12 | Giuseppe    | Rosalind    | Christian   | Aris        |             |             |             |           |           |           |           |           |           |         |       |  |  |  |  |  |  |  |  |  |  |  |  |  |  |  |  |  |  |  |  |  |  |  |  |  |  |  |  |  |  |  |  |  |  |  |  |  |  |  |  |  |  |  |  |  |  |  |  |  |  |  |  |  |  |  |  |  |  |  |  |  |  |  |  |  |  |  |  |  |  |  |  |  |  |  |  |  |  |  |  |  |  |  |  |  |  |  |  |  |  |  |  |  |  |  |  |  |  |  |  |  |  |  |  |  |  |  |
| 13 | Luigi       | Malindi     | Aris        | Francesca   |             |             |             |           |           |           |           |           |           |         |       |  |  |  |  |  |  |  |  |  |  |  |  |  |  |  |  |  |  |  |  |  |  |  |  |  |  |  |  |  |  |  |  |  |  |  |  |  |  |  |  |  |  |  |  |  |  |  |  |  |  |  |  |  |  |  |  |  |  |  |  |  |  |  |  |  |  |  |  |  |  |  |  |  |  |  |  |  |  |  |  |  |  |  |  |  |  |  |  |  |  |  |  |  |  |  |  |  |  |  |  |  |  |  |  |  |  |  |
| 14 | Benedetta   | Aris        | Mariagrazia | Paolo       |             |             |             |           |           |           |           |           |           |         |       |  |  |  |  |  |  |  |  |  |  |  |  |  |  |  |  |  |  |  |  |  |  |  |  |  |  |  |  |  |  |  |  |  |  |  |  |  |  |  |  |  |  |  |  |  |  |  |  |  |  |  |  |  |  |  |  |  |  |  |  |  |  |  |  |  |  |  |  |  |  |  |  |  |  |  |  |  |  |  |  |  |  |  |  |  |  |  |  |  |  |  |  |  |  |  |  |  |  |  |  |  |  |  |  |  |  |  |
| 15 | Mariagrazia | Viola       | Giuseppe    |             |             |             |             |           |           |           |           |           |           |         |       |  |  |  |  |  |  |  |  |  |  |  |  |  |  |  |  |  |  |  |  |  |  |  |  |  |  |  |  |  |  |  |  |  |  |  |  |  |  |  |  |  |  |  |  |  |  |  |  |  |  |  |  |  |  |  |  |  |  |  |  |  |  |  |  |  |  |  |  |  |  |  |  |  |  |  |  |  |  |  |  |  |  |  |  |  |  |  |  |  |  |  |  |  |  |  |  |  |  |  |  |  |  |  |  |  |  |  |
| 16 | Carlo       | Manuela     |             |             |             |             |             |           |           |           |           |           |           |         |       |  |  |  |  |  |  |  |  |  |  |  |  |  |  |  |  |  |  |  |  |  |  |  |  |  |  |  |  |  |  |  |  |  |  |  |  |  |  |  |  |  |  |  |  |  |  |  |  |  |  |  |  |  |  |  |  |  |  |  |  |  |  |  |  |  |  |  |  |  |  |  |  |  |  |  |  |  |  |  |  |  |  |  |  |  |  |  |  |  |  |  |  |  |  |  |  |  |  |  |  |  |  |  |  |  |  |  |

Legenda:
     Il concorrente ha vinto la gara
     Il concorrente si è classificato secondo
     Il concorrente si è classificato terzo
     Il concorrente ha vinto la puntata ed ha diritto ad indossare il "grembiule blu"
     Il concorrente ha vinto la puntata ed anche la prova tecnica
     Il concorrente ha vinto la prova tecnica ed è salvo
     Il concorrente è salvo ed accede alla puntata successiva (l'ordine di chiamata è casuale)
     Il concorrente figura tra gli ultimi 2, 3 o 4 classificati ed è a rischio eliminazione
     Il concorrente è stato eliminato
     Il concorrente è stato eliminato al termine della prova tecnica
     Il concorrente è stato eliminato al termine della prova creativa
     Il concorrente è stato ripescato
     Il concorrente accede alla finalissima
| ___________   | 1     | 2         | 3         | 4            | 5         | 6         | 7              | 8         | 9         | 10        | 11        | 12        | Semifinale | Finale    | Grembiuli blu vinti |
| Prova Tecnica | N.D.  | Christian | Viola     | Maria Grazia | Rosalind  | Rosalind  | Giustina Carlo | Benedetta | Tony      | Malindi   | Tony      | Tony      | N.D.       | N.D.      | Grembiuli blu vinti |
| Carlo         | SALVO | SALVO     | PRIMO     | ULTIMI 4     | SALVO     | SALVO     | SALVO          | PRIMO     | SALVO     | SALVO     | SALVO     | SALVO     | PRIMO      | VINCITORE | 3                   |
| Tony          | SALVO | SALVO     | SALVO     | PRIMO        | SALVO     | SALVO     | ULTIMI 3       | SALVO     | PRIMO     | SALVO     | PRIMO     | SALVO     | SALVO      | SECONDO   | 3                   |
| Malindi       | SALVA | SALVA     | SALVA     | SALVA        | SALVA     | ULTIMI 3  | SALVA          | ULTIMI 3  | ULTIMI 3  | PRIMA     | ULTIMI 3  | PRIMA     | ULTIMI 2   | TERZA     | 2                   |
| Benedetta     | SALVA | SALVA     | SALVA     | SALVA        | ULTIMI 3  | ULTIMI 3  | ULTIMI 3       | ULTIMI 3  | SALVA     | SALVA     | SALVA     | ULTIMI 2  | ELIMINATA  |           | 0                   |
| Giustina      | SALVA | SALVA     | SALVA     | SALVA        | SALVA     | SALVA     | PRIMA          | SALVA     | SALVA     | ULTIMI 3  | ULTIMI 3  | ELIMINATA |            |           | 1                   |
| Luigi         | SALVO | PRIMO     | SALVO     | SALVO        | SALVO     | SALVO     | SALVO          | ULTIMI 3  | SALVO     | ULTIMI 3  | ELIMINATO |           |            |           | 1                   |
| Christian     | SALVO | SALVO     | SALVO     | SALVO        | ULTIMI 3  | SALVO     | SALVO          | SALVO     | SALVO     | SALVO     | ELIMINATO |           |            |           | 0                   |
| Rosalind      | SALVA | SALVA     | SALVA     | SALVA        | SALVA     | PRIMA     | SALVA          | SALVA     | ULTIMI 3  | ELIMINATA |           |           |            |           | 1                   |
| Giuseppe      | SALVO | SALVO     | ELIMINATO |              |           |           |                | RIPESCATO | ELIMINATO |           |           |           |            |           | 0                   |
| Maria Grazia  | SALVA | SALVA     | ULTIMI 2  | SALVA        | PRIMA     | SALVA     | ELIMINATA      |           |           |           |           |           |            |           | 1                   |
| Viola         | SALVA | ULTIMI 2  | SALVA     | ULTIMI 4     | SALVA     | ELIMINATA |                |           |           |           |           |           |            |           | 0                   |
| Juan          | SALVO | SALVO     | SALVO     | ULTIMI 4     | ELIMINATO |           |                |           |           |           |           |           |            |           | 0                   |
| Aris          | SALVO | SALVO     | SALVO     | ELIMINATO    |           |           |                |           |           |           |           |           |            |           | 0                   |
| Francesca     | SALVA | SALVA     | SALVA     | ELIMINATA    |           |           |                |           |           |           |           |           |            |           | 0                   |
| Paolo         | SALVO | SALVO     | SALVO     | ELIMINATO    |           |           |                |           |           |           |           |           |            |           | 0                   |
| Manuela       | SALVA | ELIMINATA |           |              |           |           |                |           |           |           |           |           |            |           |                     |

Legenda:
     Il concorrente ha vinto la gara
     Il concorrente ha vinto il grembiule blu
     Il concorrente si classifica terzo
     Il concorrente è salvo e accede alla puntata successiva
     Il concorrente, al termine di una prova, o della puntata, figura tra gli ultimi 2 o 3 classificati ed è a rischio eliminazione, ma si salva
     Il concorrente è stato eliminato al termine della puntata
     Il concorrente ha perso la sfida finale
     Il concorrente figura tra gli ultimi 2 al termine della prova creativa, ed è a rischio eliminazione
     Il concorrente è stato eliminato al termine della prova tecnica
     Il concorrente è stato eliminato al termine della prova creativa
     Il concorrente è stato ripescato

## Riassunto episodi

### Episodio 1
In questo episodio, hanno partecipato i 50 migliori pasticceri risultati da casting. Dopo la prova di creatività, solo in trenta sono avanzati (dieci scelti da ogni giudice). Allo stesso modo, dopo la prova tecnica, che li ha visti divisi in tre squadre (in base al giudice che li ha fatti avanzare nella prova precedente), sono avanzati all'ultima prova in ventuno, poiché in ogni squadra hanno dovuto abbandonare la gara in tre. Alla fine dell'ultima prova, la cosiddetta prova WOW, abbiamo assistito alle ultime cinque eliminazioni dell'episodio, conoscendo ufficialmente i sedici pasticceri amatoriali che si sono conquistati il tendone.
- La prova creativa: cavallo di battaglia di ognuno dei concorrenti
- La prova tecnica:
  - Squadra di Clelia D'Onofrio: rotolo di zabaione bagnato con alchermes
  - Squadra di Damiano Carrara: piramide di profiteroles con crema chantilly e crema diplomatica glassati al cioccolato
  - Squadra di Ernst Knam: apple pie, strutturata come una crostata, con salsa agli agrumi
- La prova WOW: flower cake

### Episodio 2
- La prova creativa: torta della nonna
- La prova tecnica: Drømmekage (in inglese, "dream cake")
- La prova WOW: croquembouche
- Concorrente eliminato: Manuela

### Episodio 3
Prima TV: 15 settembre 2017
- La prova creativa: Drip cake
- La prova tecnica: funny cake
- La prova WOW: Piñata cake
- Concorrente eliminato: Giuseppe

### Episodio 4
Prima TV: 22 settembre 2017
- La prova creativa: Baked Alaska
- La prova tecnica: torta Purgatorio
- La prova WOW: Angel cake
- Concorrenti eliminati:
  - dopo la prova creativa: Paolo
  - dopo la prova tecnica: Francesca
  - dopo la prova WOW: Aris

### Episodio 5
Prima TV: 29 settembre 2017
- La prova creativa: pizza
- La prova tecnica: cantucci al cioccolato e pistacchio, cenci e panforte toscani
- La prova WOW: pandoro
- Concorrente eliminato: Juan

### Episodio 6
Prima TV: 6 ottobre 2017
- La prova creativa: torta animalier
- La prova tecnica: rotolo-charlotte quattro elementi di Mauro Colagreco
- La prova WOW[4]: geode cake
- Concorrente eliminato: Viola

### Episodio 7
Prima TV: 13 ottobre 2017
- La prova creativa: torta biografica
- La prova tecnica: torta "Agatha Christie" speziata alle more[5]
- La prova WOW: dolce al cioccolato, con l'utilizzo di una rara spezia
- Concorrente eliminato: Maria Grazia

### Episodio 8
Prima TV: 20 ottobre 2017
In questa puntata, al termine della prova di creatività, il pasticcere che ha fatto la torta migliore, ossia Tony, ha ricevuto un bonus. Questo è entrato in vigore nel momento della prova WOW, dove ogni ex concorrente è rientrato nel tendone, in vista di un ripescaggio. Quindi, in base alla classifica stilata al termine della prova tecnica (dove Tony, grazie al bonus, ha scalato una posizione), ogni pasticcere ha scelto l'ex compagno con cui disputare la prova WOW. Al termine di questa prova, l'ex concorrente della squadra vincente rientrerà in gioco, mentre il concorrente che era già in gara si aggiudicherà il grembiule blu.
- La prova creativa: dolce a base di tè matcha
- La prova tecnica: Sakura cake
- La prova WOW: torta a tema Olimpiadi
- Concorrente ripescato: Giuseppe
- Concorrente eliminato: i giudici hanno deciso di non eliminare nessuno

### Episodio 9
Prima TV: 27 ottobre 2017
- La prova creativa[6]: almeno cinque specialità di cibo di strada dolci o salate
- La prova tecnica: Vegan Cake
- La prova WOW: Glowing in the Dark Cake (dall'inglese, torta che si illumina al buio)
- Concorrente eliminato: Giuseppe

### Episodio 10
Prima TV: 3 novembre 2017
- La prova creativa: rivisitazione della torta Bake Off (torta al cioccolato con i lamponi), simbolo del programma
- La prova tecnica: una focaccia salata, la sardenaira, e una focaccia dolce
- La prova WOW[7]:
  - Squadra di Damiano Carrara: rivisitazione del tiramisù
  - Squadra di Ernst Knam: torta  strutturata a ciambella, con marquise di cioccolato e mousse ai lamponi
- Concorrente eliminato: Rosalind

### Episodio 11
Prima TV: 10 novembre 2017
In questa puntata, dopo ogni prova, vengono indicati i peggiori. Per ogni prova, viene pescata una sfera che indica se il concorrente sarà eliminato o meno. Se viene pescata la sfera "eliminato", i giudici scelgono chi eliminare.
- La prova creativa: Panettone gastronomico
- La prova tecnica: Seven Deadly Sins Cake (dall'inglese, Torta dei Sette peccati capitali)
- La prova WOW: Torta delle 7 sfumature
- Concorrente eliminato: 
  - dopo la prova di creatività: Christian
  - dopo la prova WOW: Luigi

### Episodio 12
Prima TV: 17 novembre 2017
Dopo 40 minuti dall'inizio della prova di creatività (la cui durata complessiva era di cento minuti), i concorrenti hanno dovuto cambiare postazione e concludere la prova lavorando sul progetto di un compagno. Alla fine, ognuno è stato giudicato sul panino che ha portato a termine.
- La prova creativa: Panino perfetto
- La prova tecnica: Torta molecolare
- La prova WOW: Galaxy Cake (ispirata a Star Wars)
- Concorrente eliminato: Giustina

### Episodio 13 - Semifinale
Prima TV: 24 novembre 2017
La prova tecnica si svolge a Vienna.
- La prova creativa: 50 macarons, di 5 gusti diversi (dolci e salati)
- La prova tecnica: Torta Sacher
- La prova WOW: Mirror Glaze Cake (dall'inglese, torta con glassa a specchio)
- Concorrente eliminato: Benedetta

### Episodio 14 - Finale
Prima TV: 1 Dicembre 2017
In questa puntata, al termine della prova creativa, il pasticcere che ha fatto la torta migliore, ossia Tony, ha ricevuto un bonus. Quest'ultimo consiste nel poter scegliere quale delle tre "torte da gara" (svolte durante la finale del Campionato Italiano Pasticceria Seniores) svolgere per la "prova tecnica" e quali assegnare agli altri due finalisti, Carlo e Malindi.
- La prova creativa: Torta Geometrica
- La prova tecnica: Torta da gara
- La prova WOW: La pasticceria dei sogni
- Primo classificato:   Carlo
- Secondo classificato:   Tony
- Terzo classificato: Malindi

## Ascolti
Auditel riferito solo a Real Time.
| Puntata          | Messa in onda     | Telespettatori | Share | Ospiti          |
| ---------------- | ----------------- | -------------- | ----- | --------------- |
| 1                | 1º settembre 2017 | 841.000        | 4,30% | -               |
| 2                | 8 settembre 2017  | 1.112.000      | 5,30% | -               |
| 3                | 15 settembre 2017 | 945.000        | 4,00% | -               |
| 4                | 22 settembre 2017 | 894.000        | 3,80% | -               |
| 5                | 29 settembre 2017 | 964.000        | 4,00% | -               |
| 6                | 6 ottobre 2017    | 965.000        | 3,80% | Mauro Colagreco |
| 7                | 13 ottobre 2017   | 1.040.000      | 4,20% | -               |
| 8                | 20 ottobre 2017   | 996.000        | 4,00% | -               |
| 9                | 27 ottobre 2017   | 918.000        | 3,70% | -               |
| 10               | 3 novembre 2017   | 1.047.000      | 4,10% | -               |
| 11               | 10 novembre 2017  | 987.000        | 3.70% | -               |
| 12               | 17 novembre 2017  | 1.103.000      | 4,30% | -               |
| Semifinale       | 24 novembre 2017  | 1.112.000      | 4.30% | -               |
| Finale           | 1º dicembre 2017  | 1.193.000      | 4,60% | -               |
| Media            | Media             | 1.008.000      | 4,15% |                 |
| Celebity edition | 8 dicembre 2017   | 567.000        | 2,3%  |                 |
| Celebity edition | 15 dicembre 2017  | 589.000        | 2,4%  |                 |

- Questa edizione con il 4,15% di share totali e il 4,30% di share nella premiere (a pari merito con la settima edizione), risulta la più vista nella storia del programma.